# Welch (Virgínia de l'Oest)
Welch és una població dels Estats Units a l'estat de Virgínia de l'Oest. Segons el cens del 2000 tenia 2.683 habitants.

## Demografia
Segons el cens del 2000, Welch tenia 2.683 habitants, 1.195 habitatges, i 714 famílies. La densitat de població era de 316,8 habitants per km².
Dels 1.195 habitatges en un 22,7% hi vivien nens de menys de 18 anys, en un 39,2% hi vivien parelles casades, en un 17,2% dones solteres, i en un 40,2% no eren unitats familiars. En el 37,6% dels habitatges hi vivien persones soles el 17,6% de les quals corresponia a persones de 65 anys o més que vivien soles. El nombre mitjà de persones vivint en cada habitatge era de 2,12 i el nombre mitjà de persones que vivien en cada família era de 2,76.
Per edats la població es repartia de la següent manera: un 19,3% tenia menys de 18 anys, un 6,6% entre 18 i 24, un 24,7% entre 25 i 44, un 26,7% de 45 a 60 i un 22,5% 65 anys o més.
L'edat mediana era de 45 anys. Per cada 100 dones de 18 o més anys hi havia 80 homes.
La renda mediana per habitatge era de 19.795 $ i la renda mediana per família de 30.833 $. Els homes tenien una renda mediana de 30.104 $ mentre que les dones 23.320 $. La renda per capita de la població era de 16.308 $. Entorn del 23% de les famílies i el 28,9% de la població estaven per davall del llindar de pobresa.

## Poblacions més properes
El següent diagrama mostra les poblacions més properes.